# Nieuwe Groninger Encyclopedie
De Nieuwe Groninger Encyclopedie verscheen in 1999 als opvolger van de in de jaren vijftig door Kornelis ter Laan uitgebrachte Groninger Encyclopedie. De uitgave van de nieuwe encyclopedie was een initiatief van uitgeverij Regio-Projekt in Groningen en de toenmalig rijksarchivaris in Groningen, Paul Brood. 
Het boek bestaat uit drie delen en telt 1.056 bladzijden. Het omvat ongeveer 5.000 trefwoorden en circa 1.000 afbeeldingen.
De initiatiefnemers gebruikten een trefwoordenlijst die tien jaar eerder was gemaakt voor een Groninger encyclopedie die toen niet gerealiseerd werd. Ook twee redacteuren van dit stilgevallen project, geschiedenishoogleraar Arend Huussen en volkskundige Jurjen van der Kooi, beiden werkzaam bij de Rijksuniversiteit Groningen, waren bereid zitting te nemen in de redactie.  
Aan de basis stonden een brede werkredactie en een groep van meer dan 150 auteurs.  